# Ẩm thực Campuchia

Cá hấp amok một món ăn của Campuchia

Ẩm thực Campuchia, cũng như thói quen ẩm thực của nhiều dân tộc thuộc nền văn minh lúa nước trong khu vực châu Á, cho thấy những đặc điểm riêng biệt. Người dân Campuchia có thói quen ăn gạo tẻ và ăn nhiều cá hơn thịt. Vào các ngày lễ tết, nông thôn cũng như thành thị đều có gói bánh tét, bánh ít. Phần lớn trong mỗi gia đình đều có mắm bồ hóc để ăn quanh năm.

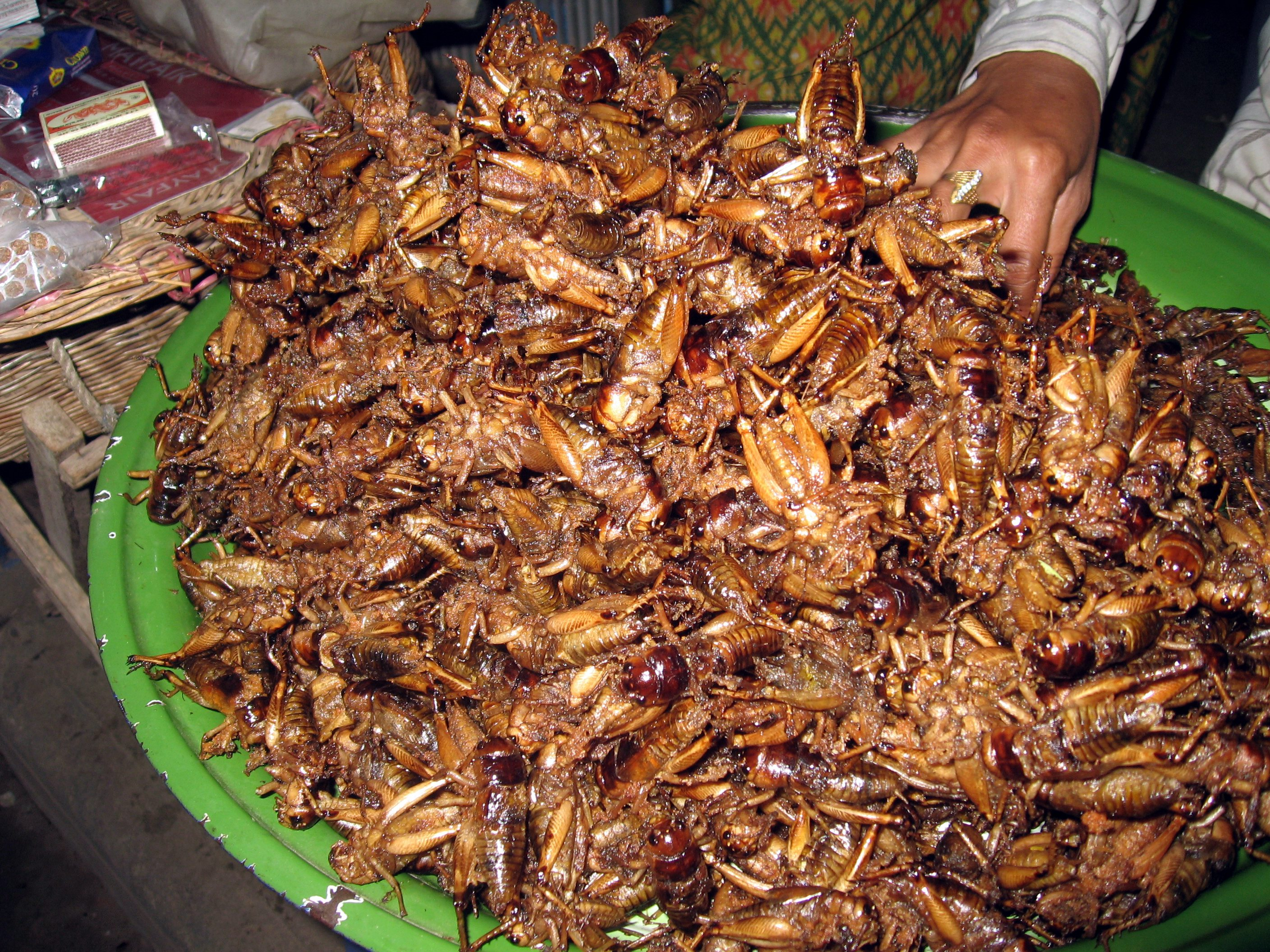
Côn trùng chiên - món ăn ưa thích của người Campuchia

## Đặc điểm
Ẩm thực Campuchia ảnh hưởng phong cách mạnh mẽ của Ấn Độ và Trung Hoa, hầu hết các món ăn có vị lạt, ngọt và béo. Món ăn Ấn Độ tìm thấy hầu hết ở các gia vị được dùng chủ yếu là cay như sa tế, ớt, tiêu, nhục, hồi v.v. Món ăn Trung Hoa được tìm thấy nhiều với vị lạt và khá béo, nhiều dầu mỡ nhất là mang phong cách ẩm thực vùng Tứ Xuyên.
Các thực phẩm chủ yếu cho người dân Campuchia là lúa gạo. Hầu như mỗi bữa ăn đều có cơm. Các món khác như cari, súp hoặc khoai tây chiên thường là các món chính đi kèm khá phổ biến. Ngoài gạo, người Campuchia còn sử dụng nếp để chế biến ra các món xôi và cơm lam. Xôi thường đi kèm sầu riêng như là một món tráng miệng còn cơm lam thường dùng như là một món thay thế cơm cho người nông dân làm ruộng khi mà họ không có thời gian chế biến.

## Các gia vị đặc trưng
- Trái xăng: Gia vị chua, thay vì Việt Nam dùng me chua, trái sấu thì người Cambodia dùng trái xăng làm vị chua trong các món súp, canh.
- Sầu đâu: vị đắng, thanh dùng trộn gỏi
- Trái chúc: chanh rừng.

## Một số món ăn thông dụng

### Đu đủ trộn

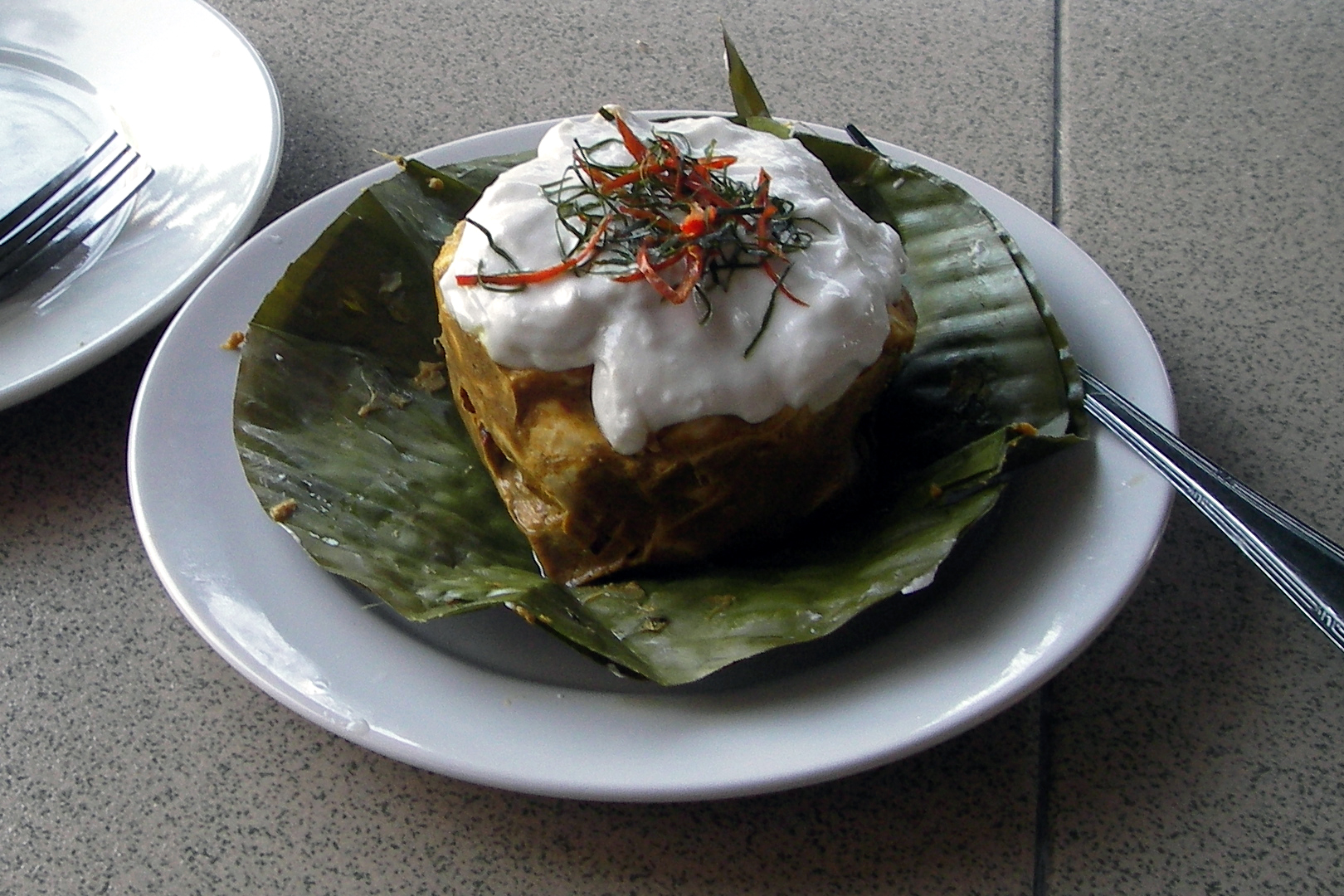
Cà-ri Campuchia

Món ăn của Campuchia thấy có nhiều nét tương đồng với Thái Lan và Lào. Đặc biệt nhiều món ăn sống và rau trộn là phổ biến. Trong đó món tomyam - đu đủ bào - một loại gỏi được mỗi nước chế biến theo cách khác nhau. Ở Thái Lan thì có tôm khô, cà chua, đậu đũa, dưa chuột, tỏi, ớt v.v.; ở Lào lại có thêm ba khía; còn ở Campuchia nó được chế biến lạt hơn và ít thêm nguyên liệu phụ mà nguyên liệu chính là đu đủ.

### Đường thốt nốt

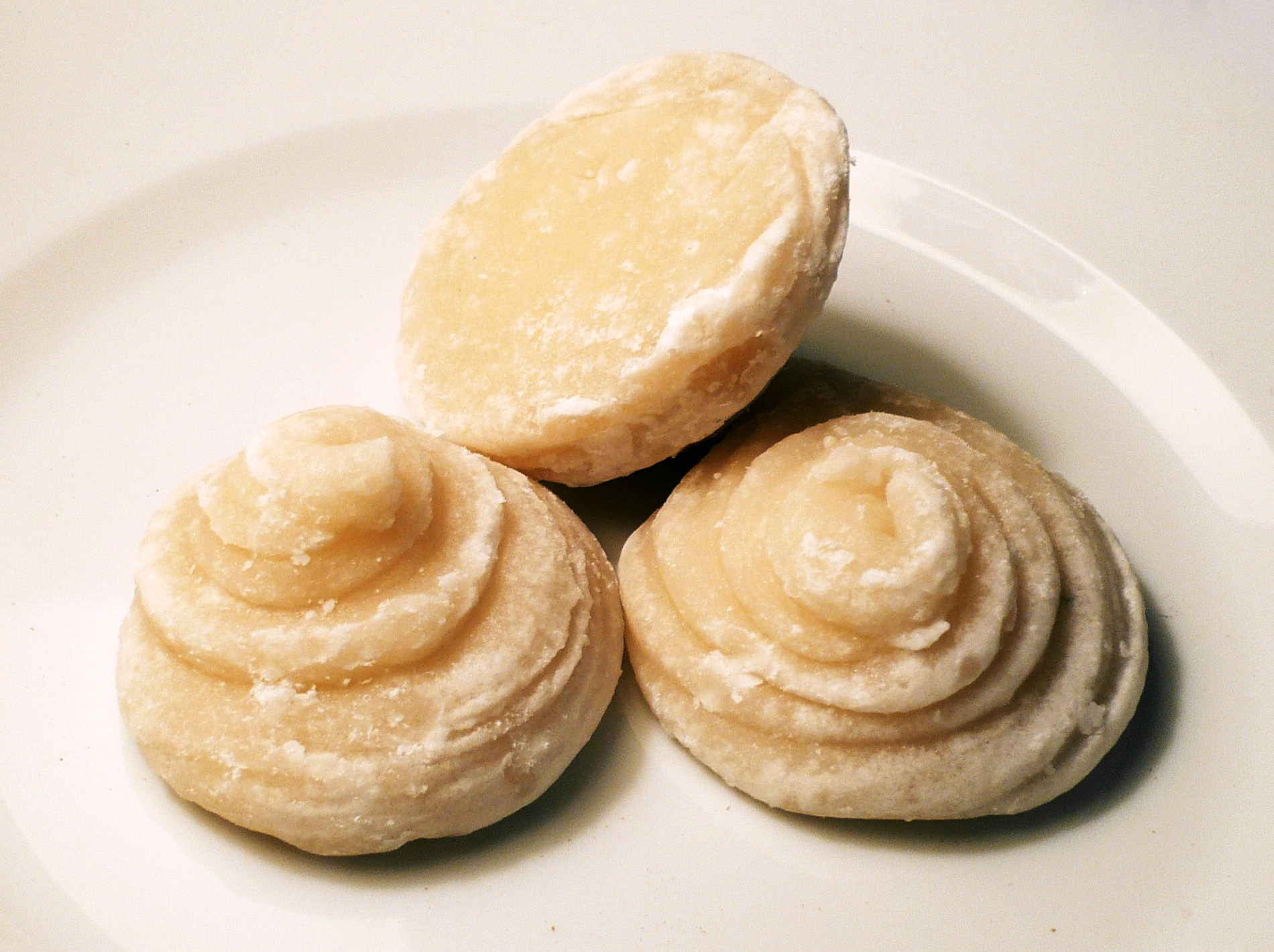
Đường thốt nốt

Giống như miền Nam Việt Nam có nhiều dừa, Campuchia đặc trưng với sự hiện diện của cây thốt nốt. Hình ảnh cây thốt nốt gắn bó với đời sống của người dân với nhiều công dụng. Lá thốt nốt dùng để lợp nhà, thân cây dùng làm cột. Nước thốt nốt ngọt, chắt lọc từ hoa thốt nốt nên hương vị rất tinh khiết, được nấu thành đường. Đường thốt nốt không chỉ dùng nấu chè, còn có thể nêm vào thức ăn, canh hay các món kho.
Ngoài ra, nước thốt nốt còn chế biến thành một loại rượu nhẹ như rượu vang rất đặc biệt còn có tên gọi là "tức-thốt-chu" (thốt nốt chua).

### Chè ngọt
Chè Campuchia rất ngọt, có rất nhiều loại chè khác nhau mà người Campuchia chế biến theo vùng địa phương mang khẩu vị rất lạ. Đặc biệt có món chè thốt nốt - nguyên liệu lấy chủ yếu từ trái thốt nốt.

### Amok
Là món làm từ thịt gà hoặc ức gà kèm theo đường thốt nốt, nước dừa, mắm prohok, và khượng, củ ngải bún, riềng, nghệ, hành tím, tỏi, sả bằm nhuyễn.
Món ăn làm xong thì được cuốn bằng lá chuối non và khi ăn được múc vào trái dừa. Đây là món đặc trưng Campuchia. 

#### Dị bản
Nguyên liệu thay vì gà thì amok làm bằng cá phi-lê cá lóc (hoặc cá trê), khượng, nước cốt dừa, trứng vịt, đường thốt nốt, một chút mắm bò hóc và ít lá chùm ruột (hoặc lá ngót).
Khượng, mắm bò hóc, đường và trứng đánh thành hỗn hợp, đem nấu cho sệt. Bọc cá phi-lê nguyên miếng bằng hỗn hợp, thêm vài chiếc lá chùm ruột rồi gói lại bằng lá chuối và đem hấp.

### Cơm lam
Cơm lam- một loại xôi nếp được nướng trong ống tre cho hương vị ngon đặc biệt. Món cơm lam nhiều khi được người Campuchia còn trộn lẫn cùng với đậu phộng hay dừa làm cho hương vị xôi ngon nhưng không quá ngán. Nguyên liệu chính để làm xôi này chính là loại nếp thơm - một loại nếp sạch và thơm mà vùng miền quê Campuchia trồng theo kỹ thuật của Thái Lan, loại nếp lùn cho năng suất cao mà hạt nếp rất thơm và đặc biệt rất ít sử dụng thuốc trừ sâu.

### Hoa sầu đâu
Hoa sầu đâu - một loại hoa thu hoạch từ cây sầu đâu ra hoa trong khoảng những tháng từ tháng 12-1-2-3 - là một loại hoa được xem là đặc sản của Campuchia. Loài hoa này mang vị khá đắng giống mướp đắng nhưng vị đắng mang tính trầm - có vị thuốc, ăn xong có cảm giác vị ngọt nơi đầu lưỡi. Hoa sầu đâu được chế biến món ăn là trộn chung với khô (khô mực, khô cá, khô nai) xé nhỏ gọi là "gỏi sầu đâu". Cách trộn món gỏi "hoa sầu đâu" nguyên liệu gồm: củ cải bào mỏng, dưa leo bào mỏng, nước mắm me, sau đó trộn cùng với hoa sầu đâu. Hoa sầu đâu khi trộn gỏi phải trụng sơ với nước sôi, tước bỏ xơ trên hoa rồi trộn chung với tất cả. Khô có thể trộn chung hoa là khô cá lóc, cá trê, cá sặc v.v. Cùng với "hoa sầu đâu" thì một số loại rau dân dã khá ngon khác được người dân Campuchia sử dụng như là một loại đặc sản như rau rừng, hoa lục bình, chùm ruột, bông súng v.v.

### Món ăn từ Côn trùng

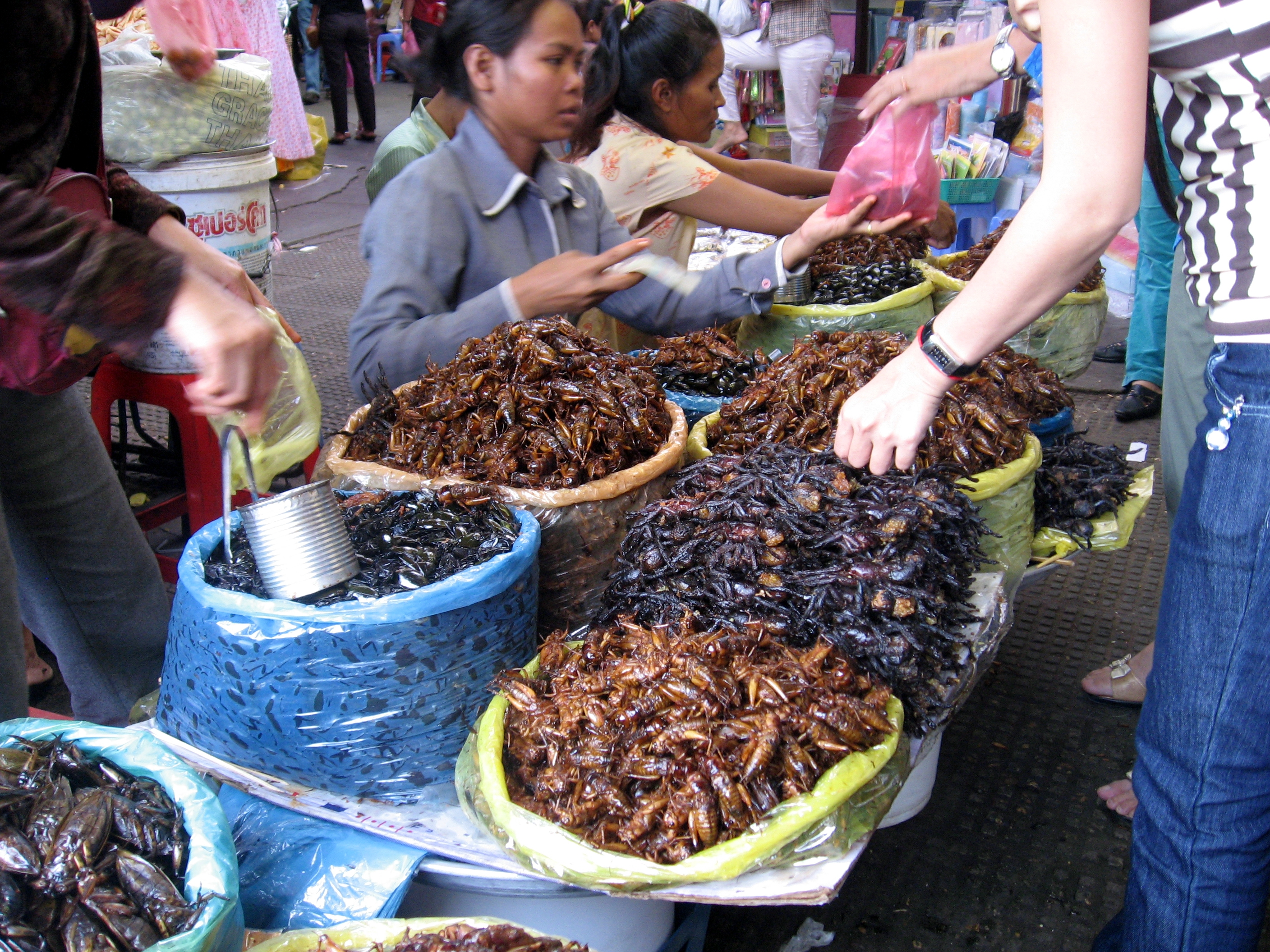
Dế chiên

Loại thức ăn giàu đạm này được tìm thấy rất nhiều trên đất nước Campuchia. Người Campuchia rất thích dùng côn trùng để chế biến nhiều món ăn. Từ dế cơm, trứng kiến đến con cà cuống, nhện trong các món chiên, xào, dồn đậu phộng đến hấp cơm hay ngâm giấm đều rất ngon. Đắt nhất vẫn là con cà cuống - một loại côn trùng có ích sống nhiều ở đồng ruộng Campuchia với hương vị thơm cay. Cà cuống hiện nay đang trên đà tuyệt chủng vì nạn săn bắt quá mức và do lạm dụng các loại thuốc bảo vệ thực vật trên cây trồng. Cà cuống hiện nay đang bày bán tại các chợ côn trùng Campuchia hầu hết đã được lấy túi hương ra, chỉ còn lại thân mà thôi, còn túi hương người ta sẽ bán riêng với giá khá cao. So với món ăn chế biến từ côn trùng của Thái Lan và Lào, món ăn chế biến từ côn trùng của Campuchia ít món hơn, chủ yếu vẫn là dế và nhền nhện. Các loại côn trùng khác, hầu hết Campuchia vẫn nổi tiếng là nước xuất khẩu côn trùng sang Thái Lan. Món ăn chế biến từ côn trùng của Campuchia không cầu kỳ và ít gia vị hơn món ăn từ côn trùng của Thái Lan.

### Mắm bồ hóc
Một loại mắm chế biến theo nguyên tắc giữ được thực phẩm lâu bằng cách ướp muối và đường. Mắm bồ hóc, hay pohok, được làm từ những con cá con tốt nhất, mổ ruột ướp muối rồi để trong tủ đậy kín, vài tháng sau mới đem ra ăn. Có thể nói đây là món ăn truyền thống được chế biến trong đời sống ẩm thực Campuchia và cả những dân tộc Nam phần Việt Nam có ảnh hưởng từ văn hóa ẩm thực Khmer. Ngoài ra, còn có nhiều món ăn khác không kém phần hấp dẫn như cá lóc quấn trong bẹ chuối và nướng trực tiếp trên bếp than. Khô cá trèn, khô cá lóc, đặc biệt cá amok hấp nước cốt dừa với cà ri có vị rất riêng Khmer. Trong các món xào như bò xào kruong, cá amok hấp, mắm bồ hóc đều có nước cốt dừa, nghệ, riềng, chanh rừng, lá ngót và cà ri, v.v.
Khác với mắm của Việt Nam, mắm bồ hóc rất mặn do chỉ ướp muối và không màu. Đây được xem là món ăn đặc sản của Campuchia. Mắm bồ hóc được người dân giữ lại lâu bằng cách ướp muối khi đánh bắt cá ở Biển Hồ không sử dụng hết và được dự trữ để dùng dần. Từ đó mắm đã trở thành món ăn không thể thiếu trong người dân.
Mắm bồ hóc chính là phát tích của mắm cá Châu Đốc Việt Nam. Dựa theo nguyên tắc làm mắm bồ hóc, bà Giáo Khỏe, tên gọi thân mật của người dân An Giang dành cho bà đã cất công lặn lội sang Campuchia, mày mò và sáng tạo, cuối cùng bà đã sáng tạo một loại mắm mới mang phong cách rất riêng cho dân tộc Việt Nam. Mắm Châu Đốc đa dạng hơn mắm bồ hóc gồm nhiều loại: mắm cá linh, mắm cá trèn, mắm cá chốt, mắm cá lóc, mắm cá sặc, v.v. Mắm Châu Đốc dễ ăn, thơm và màu sắc đẹp hơn mắm bồ hóc. Mắm bồ hóc có thể nấu bún nước lèo, nấu canh rất ngon ăn cùng rau ghém, hoa lục bình, bông súng, giá sống thái nhỏ cùng với thịt cá, ốc nấu nhừ chan vào.

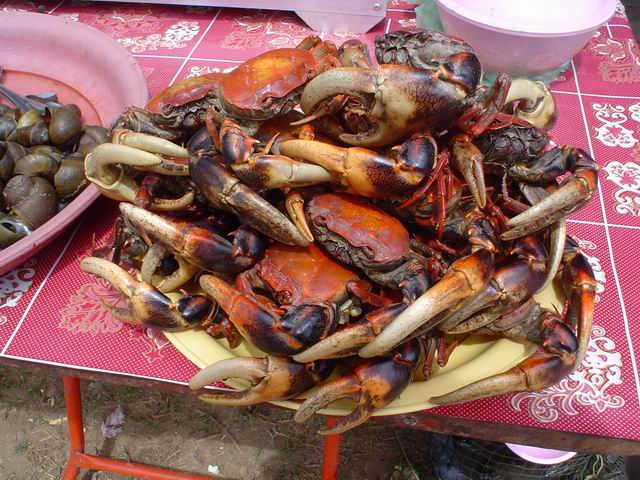
Cua đồng

### Hủ tiếu Nam Vang
Hủ tiếu Nam Vang là món hủ tiếu do người Hoa sống ở Nam Vang chế biến theo phong cách phù hợp với vùng cá tôm nước ngọt phong phú ở Biển Hồ nên cho thêm hương vị của tôm, cá và được bán đầu tiên ở Nam Vang. Nguyên liệu chính là hủ tiếu dai, nước dùng chính là xương heo hoặc sườn heo. Sau này có thêm lòng heo và nấu từng tô. Sau đó trụng sơ vắt hủ tiếu vừa ăn cho vừa chín, cho các nguyên liệu phụ vào như giá, hẹ, tôm, mực, cá, thịt bằm cùng lòng heo vào. Đây được xem là món ăn ngon, sau này được phổ biến thay vì hủ tiếu chỉ với xương thịt heo truyền thống. Tùy theo khẩu vị của từng người, có thể thay thế lòng heo bằng tôm, cua, mực v.v...

### Món nướng

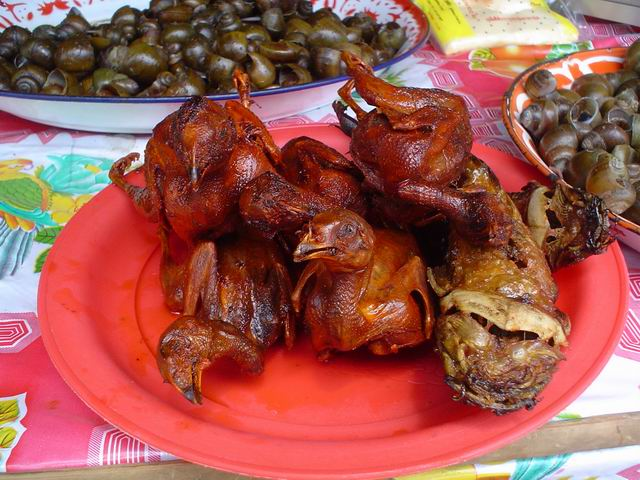
Gà nướng

Nếu vùng Siêm Riệp, người dân thích dùng món mắm Siêm Riệp và mắm Thái thì trái lại người dân Phnôm Pênh lại thích dùng các món chiên, nướng. Đặc biệt các món nướng được người dân ưu chuộng, từ gà nướng, cút nướng, thịt ba rọi nướng,v.v. Buổi tối, người dân Phnôm Pênh thường đóng cửa hàng sớm, và họ tập trung tại các công viên, quảng trường hay các bờ sông, trải chiếu và cùng thưởng thức các món nướng này.

### Trứng vịt
Vịt được người dân Campuchia nuôi trong điều kiện không nuôi thức ăn, chúng được nuôi thả rong và ăn các loại thức ăn tự nhiên nên trứng vịt khi luộc cho ra lòng đào. Người dân Campuchia luộc và xỏ que nhìn như trái sapoche. Trứng vịt luộc được bán từng chục hay từng quả kèm muối tiêu là món ăn mà du khách tìm thấy rất nhiều khi đến với đất nước Campuchia.

## Thức uống

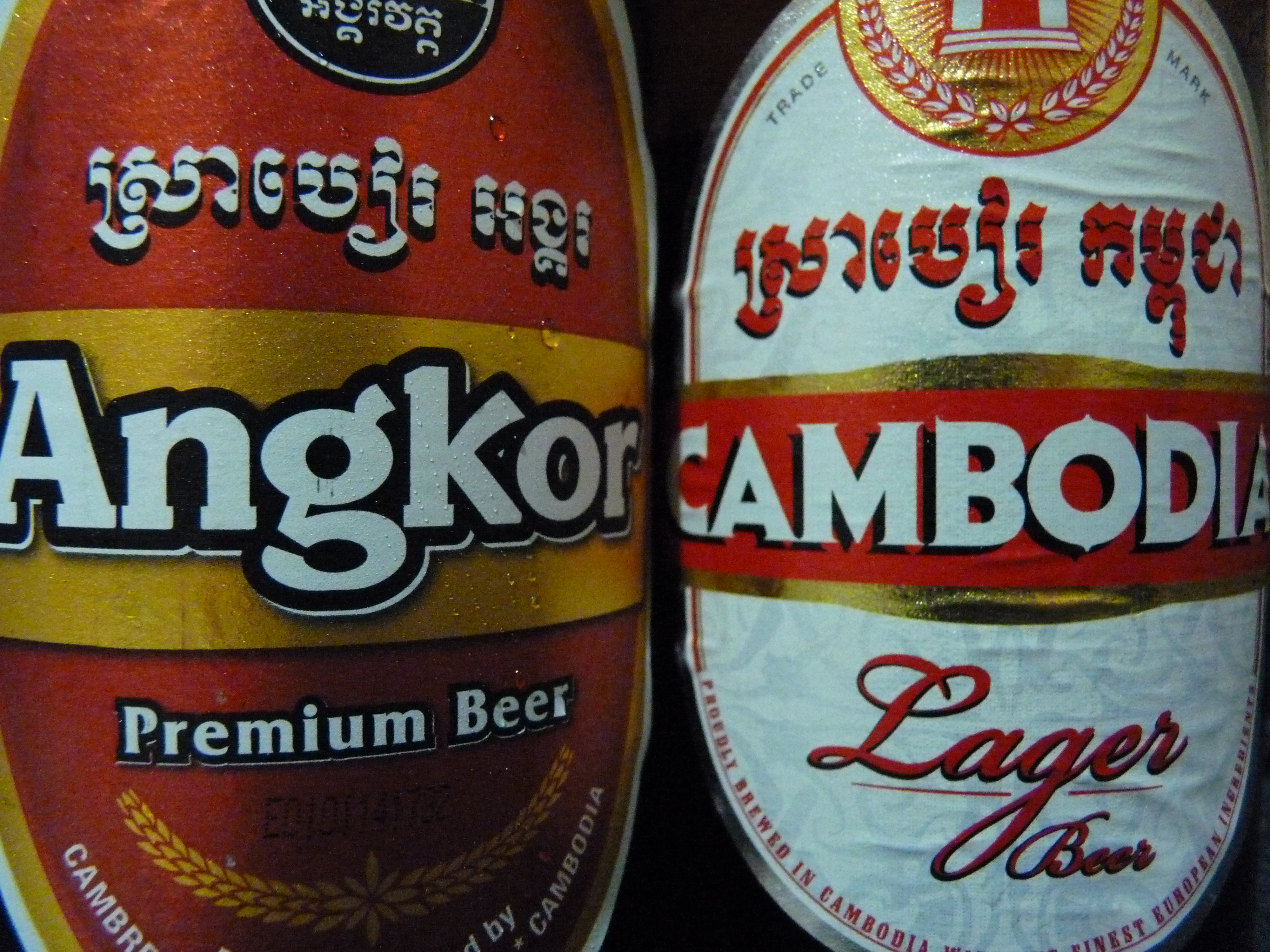
Bia Campuchia – hương vị mát lạnh đậm đà bản sắc Khmer, kết tinh từ nắng gió Đông Dương và tinh hoa ủ truyền thống.

Thức uống tại các vùng nông thôn phổ biến là nước thốt nốt- một loại nước được tìm thấy dễ dàng tại hầu hết các vùng. Nước thốt nốt được lấy trực tiếp từ cây thốt nốt được người dân lấy bằng thủ thuật của riêng mình. Thức uống này thơm và ngon nhưng không để được lâu và được uống trong ngày. Chỉ cần một giọt nước rơi vào, nước thốt nốt sẽ mau chóng hư.
Cà phê cũng được người dân chọn làm thức uống được ưu thích. Cách pha cà phê của người Campuchia là cà phê đen thì nhạt và cà phê sữa đá thì được pha bằng sữa tươi (không phải sữa đặc).
Rượu của Campuchia phổ biến là rượu thốt nốt (tức thốt chu - thốt nốt chua), một loại rượu nhẹ được người dân ưu chuộng trở thành loại "rượu đặc sản".